# Bernardo Álvarez del Manzano
Bernardo Álvarez del Manzano Albiñana (Zaragoza, 28 de septiembre de 1945 - Madrid, 23 de mayo de 2008) fue un militar español, Jefe del Mando de Operaciones de la Defensa de España.

## Carrera militar
Fundador de la COMPAÑIA DE OPERACIONES ESPECIALES 103 en Las Palmas de Gran Canaria
Diplomado de Estado Mayor en España y en Francia, Álvarez del Manzano, que ascendió a general como número uno de su promoción, ha participado durante tres años en misiones en el exterior, primero en el Sáhara con la Legión, posteriormente en Angola en el marco de la primera misión española bajo mandato de la ONU y, por último, en Macedonia, primera misión OTAN-Unión Europea.
Miembro fundador de la Asociación por la Paz, trabajó para la democratización de las Fuerzas Armadas en el Este de Europa (Bulgaria, Rumania, Macedonia, Albania y Eslovenia) asesorando a los ministros de defensa de dichos países). En su etapa de coronel, fue jefe de Estado Mayor de la Fuerza de Acción Rápida primero y director de la Escuela de Montaña después.
Ya como general, fue jefe de la representación nacional en el Mando Aliado de Europa, comandante del contingente multinacional en Macedonia durante las operaciones de pacificación primero y asesor del gobierno de Macedonia después para la modernización de las FAS y las instituciones locales.
Álvarez del Manzano, el único general del Ejército de Tierra que ha mandado una misión internacional independiente en la antigua Yugoslavia, ascendió a Teniente General tras ser jefe de la Fuerza de Acción Rápida del Ejército de Tierra. Montañero, boina verde y paracaidista, Álvarez del Manzano ha ejercido el mando en unidades especiales durante catorce años, ha estado ocho años destinado en el extranjero y nueve en puestos de Estado Mayor.
Director de Gabinete del JEMAD de 2004 hasta enero de 2006 y autor de la novela El diablo en los dados.

## Distinciones
Posee, además de la Medalla del Sáhara en zona de combate, doce condecoraciones nacionales y seis extranjeras, entre ellas las de Comendador de la Orden Nacional del Mérito concedida por el Presidente de la República de Francia por su labor en la primera operación de la Unión Europea.